# Серед білого дня
«Серед білого дня» (англ. The Cold Light of Day, дослівний переклад: «Холодне світло дня») — американський гостросюжетний бойовик режисера Мабру Ель Мекрі. Прем'єра у Великій Британії відбулася 6 квітня 2012 року,в США фільм вийшов 7 вересня.

## Сюжет
Вілл Шоу прилітає до Іспанії з Сан-Франциско у відпустку погостювати на тиждень на яхті з сім'єю. Практично відразу він дізнається, що його компанія збанкрутувала, потім через його недбалість поранилася Дара, дівчина його брата Джоша, і батько викинув у море його телефон… Вілл вирішує відправитися розвіятися в місто в магазин, а після повернення виявляє, що вся його сім'я пропала. Він звертається в поліцію, там намагаються його затримати, але його рятує батько, Мартін Шоу. Мартін розповідає синові, що насправді він агент ЦРУ і їх сім'ю викрали через нього, оскільки ізраїльтяни думають, що він вкрав у них якийсь дипломат, який вони хочуть повернути в обмін на життя сім'ї. (Насправді дипломат вкрав корумпований агент Джин Керрак). У Мартіна є 24 години на порятунок. Він дзвонить своєму партнеру Джину Керраку і домовляється про зустріч у Мадриді. Однак слідом за тим, як Мартін розповів про необхідність повернути дипломат, його вбиває снайпер. Вілл забирає пістолет і телефон батька, після чого втікає. Відповівши на дзвінок телефону, Вілл дізнається, що якийсь Том неодмінно повинен повернути дипломат, інакше сім'я Вілла буде убита.
Вілл йде в посольство США, але там йому пропонують адвоката, оскільки він звинувачується у вбивстві поліцейського. З посольства його забирає Керрак, яка намагається розпитати Вілла про останні контакти батька. Вілл їй не вірить і знову втікає. У журналі дзвінків він виявляє номер Дієго Калдер, якому батько дуже часто дзвонив, і, прийшовши до нього в контору, виявляє його племінницю, Люсію Калдера, а сам Дієго трохи пізніше виявляється убитий Керраком та її снайпером. Люсія бачить в телефоні Мартіна фото і питає у Вілла, звідки там фото її батька Тома.
Вілл приходить на зустріч з викрадачами, і вони йому розповідають, що не є насправді терористами, а Віллу, щоб врятувати сім'ю, необхідно виманити Керрак до угоди, на якій вона мала намір продати дипломат ізраїльтян.

## У ролях
| Актор           | Роль          |
| --------------- | ------------- |
| Генрі Кевілл    | Вілл Шоу      |
| Брюс Вілліс     | Мартін Шоу    |
| Сігурні Вівер   | Джин Керак    |
| Вероніка Ечегі  | Лючія Калдера |
| Керолайн Гудолл | Лорі Шоу      |
| Рафі Гаврон     | Джош Шоу      |
| Джозеф Моул     | Горман        |
| Лоло Ерреро     | Рейнальдо     |
| Емма Гамільтон  | Дара          |
| Джим Піддок     | Меклер        |
| Палома Блойд    | Христина      |
| Майкл Бадд      | Ізмаїл        |
| Рошді Зем       | Захір         |

## Знімальна група
- Режисер — Мабру Ель Мекрі
- Сценарист — Скотт Вайпер, Джон Петро
- Продюсер — Марк Д. Еванс, Тревор Мейсі
- Композитор — Лукас Відал